# Gerhard Bäßler
Gerhard Bäßler (* 24. Januar 1924 in Chemnitz; † 1. Februar 2007 in Erfurt) war ein deutscher Fußballtrainer.

## Trainer
Gerhard Bäßler war zunächst ab 1934 Fußballspieler beim PSV Chemnitz und nach dem Zweiten Weltkrieg bei der BSG FEWA Chemnitz. Ab 1954 begann er als Trainer zu arbeiten. Er war zunächst bei Motor Altenburg, Stahl Eisenhüttenstadt und Chemie Riesa tätig. 1966 wurde er Co-Trainer unter Martin Schwendler beim FC Rot-Weiß Erfurt. Im Sommer 1970 übernahm er von ihm den Posten des Cheftrainers der Oberligamannschaft, stieg aber als Tabellenvorletzter nach einem Jahr aus der DDR-Oberliga ab. Daraufhin wurde er durch Siegfried Vollrath abgelöst. 1973 übernahm er zum zweiten Mal die Position des Cheftrainers beim FC Rot-Weiß, die er bis zum Ende der Saison 1977/78 innehatte. Anschließend wurde er verantwortlicher Trainer beim Oberligisten Sachsenring Zwickau. Er bewahrte die Mannschaft zwar knapp vor dem Abstieg, wurde aber zum Saisonende wieder entlassen.
Später war er nur noch unterklassig als Trainer aktiv, unter anderem saß er bei Motor-Nord Erfurt auf der Bank.
| Personendaten    | Personendaten            |
| ---------------- | ------------------------ |
| NAME             | Bäßler, Gerhard          |
| KURZBESCHREIBUNG | deutscher Fußballtrainer |
| GEBURTSDATUM     | 24. Januar 1924          |
| GEBURTSORT       | Chemnitz                 |
| STERBEDATUM      | 1. Februar 2007          |
| STERBEORT        | Erfurt                   |